# Mitterbach am Erlaufsee
Mitterbach am Erlaufsee ist eine Gemeinde mit 472 Einwohnern (Stand 1. Jänner 2025) im Bezirk Lilienfeld in Niederösterreich.

## Geografie
Mitterbach am Erlaufsee liegt am südöstlichen Fuß des Ötschers im südlichen Mostviertel in Niederösterreich. Der Ort Mitterbach selbst grenzt direkt an die Steiermark; nur etwa fünf Kilometer weiter südlich liegt Mariazell. Im Gemeindegebiet befinden sich die Ötschergräben, der Erlaufsee, der Erlaufstausee und die Gemeindealpe (mit Schigebiet).
Die Fläche der Gemeinde umfasst 67,32 Quadratkilometer. 78,86 % der Fläche sind bewaldet.

### Gemeindegliederung
Das Gemeindegebiet umfasst folgende zwei Ortschaften (in Klammern Einwohnerzahl Stand 1. Jänner 2025):
- Josefsrotte (129) samt Eben, Erlaufklause, Friedenstein, Josefsberg und Stauseesiedlung
- Mitterbach-Seerotte (343) samt Erlaufboden, Erlaufsee, Hagen, Hinterötscher, Hochmitterbach, Mitterbach, Seerotte und Unter der Alm

Die Gemeinde besteht aus den Katastralgemeinden Josefsrotte und Mitterbachseerotte.

## Geschichte
Im Altertum war das Gebiet Teil der Provinz Noricum.
Für die Entwicklung von Mitterbach war die intensive Waldnutzung ab dem 18. Jahrhundert maßgeblich. Auslöser war der zunehmende Holzbedarf der Residenzstadt Wien. Kaiserin Maria Theresia forderte daher die Waldbesitzer auf, ihre Wälder für den Holzschlag zu öffnen. 1747 schloss auch das Stift Lilienfeld einen „Abstockungsvertrag“. Die Wälder des Stiftes sollten an den Hängen des Ötscherbaches und der Erlauf geschlägert werden. Jährlich mussten 20.000 Klafter (= 68.000 Kubikmeter) Brennholz nach Wien geliefert werden.
Es wurden Holzknechte aus dem Salzkammergut in das Ötschergebiet geholt. Das Stift Lilienfeld erlaubte den Familien die Errichtung von Luftkeuschen – Holzhäuser ohne eigenen Grund – und die Viehhaltung zur Selbstversorgung. Es entstanden kleine Weilersiedlungen.
Um 1775 waren an die 300 Arbeiter angesiedelt.
Durch die Einwanderung dieser hauptsächlich evangelischen Holzknechte gibt es in Mitterbach eine starke protestantische Gemeinde mit dem im Jahre 1785 errichteten und gut erhaltenen Mitterbacher Toleranzbethaus.
Im Jahr 1904 entstand die selbständige Gemeinde Mitterbach, bestehend aus den Katastralgemeinden Josefsrotte und Mitterbach-Seerotte, die aus der Ortsgemeinde Annaberg ausgeschieden wurden.
Die Fertigstellung der „Niederösterreichisch-Steirischen Alpenbahn“ (Mariazellerbahn) von St. Pölten über Mitterbach und Mariazell nach Gußwerk 1907 (elektrifiziert 1911) brachte den Fremdenverkehr in die Region. Den dafür nötigen Strom sollten zwei Kraftwerke – Erlaufklause und Wienerbruck – erzeugen.
Noch vor 1914 waren die Stauseen auf Mitterbacher und Annaberger Gebiet sowie das Kraftwerk Wienerbruck vollendet. Das Kraftwerk Erlaufboden wurde 1922–1925 errichtet.

### Einwohnerentwicklung
| Mitterbach am Erlaufsee: Einwohnerzahlen von 1869 bis 2025 | Mitterbach am Erlaufsee: Einwohnerzahlen von 1869 bis 2025 | Mitterbach am Erlaufsee: Einwohnerzahlen von 1869 bis 2025 | Mitterbach am Erlaufsee: Einwohnerzahlen von 1869 bis 2025 | Mitterbach am Erlaufsee: Einwohnerzahlen von 1869 bis 2025 |
| ---------------------------------------------------------- | ---------------------------------------------------------- | ---------------------------------------------------------- | ---------------------------------------------------------- | ---------------------------------------------------------- |
| Jahr                                                       |                                                            |                                                            |                                                            | Einwohner                                                  |
| 1869                                                       | 1869                                                       |                                                            | 554                                                        | 554                                                        |
| 1880                                                       | 1880                                                       |                                                            | 601                                                        | 601                                                        |
| 1890                                                       | 1890                                                       |                                                            | 585                                                        | 585                                                        |
| 1900                                                       | 1900                                                       |                                                            | 564                                                        | 564                                                        |
| 1910                                                       | 1910                                                       |                                                            | 835                                                        | 835                                                        |
| 1923                                                       | 1923                                                       |                                                            | 806                                                        | 806                                                        |
| 1934                                                       | 1934                                                       |                                                            | 745                                                        | 745                                                        |
| 1939                                                       | 1939                                                       |                                                            | 673                                                        | 673                                                        |
| 1951                                                       | 1951                                                       |                                                            | 731                                                        | 731                                                        |
| 1961                                                       | 1961                                                       |                                                            | 738                                                        | 738                                                        |
| 1971                                                       | 1971                                                       |                                                            | 768                                                        | 768                                                        |
| 1981                                                       | 1981                                                       |                                                            | 689                                                        | 689                                                        |
| 1991                                                       | 1991                                                       |                                                            | 667                                                        | 667                                                        |
| 2001                                                       | 2001                                                       |                                                            | 615                                                        | 615                                                        |
| 2011                                                       | 2011                                                       |                                                            | 548                                                        | 548                                                        |
| 2021                                                       | 2021                                                       |                                                            | 474                                                        | 474                                                        |
| 2025                                                       | 2025                                                       |                                                            | 472                                                        | 472                                                        |
| Quelle(n): Statistik Austria, Gebietsstand 1.1.2021        |                                                            |                                                            |                                                            |                                                            |

## Kultur und Sehenswürdigkeiten

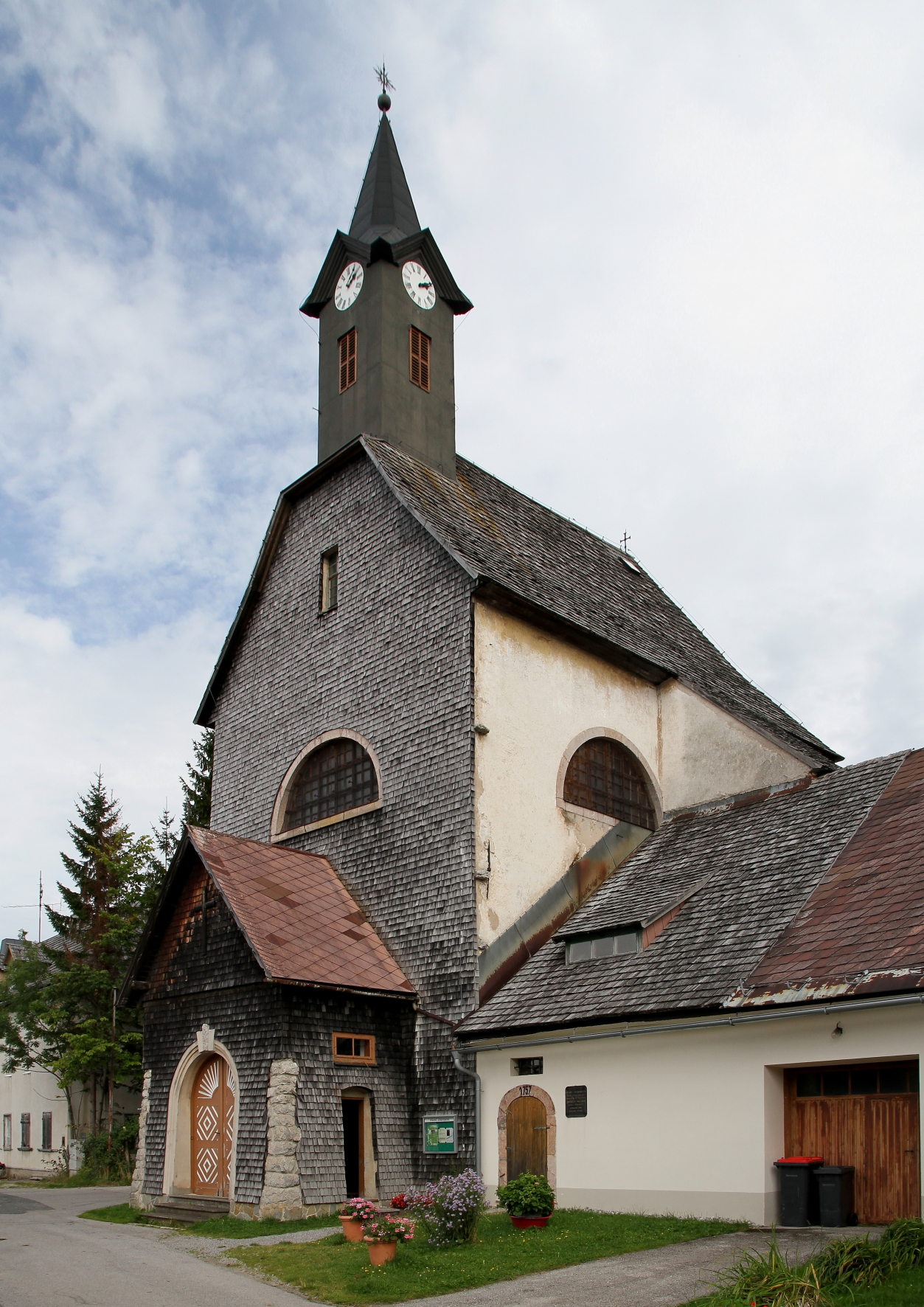
Katholische Pfarrkirche Josefsberg

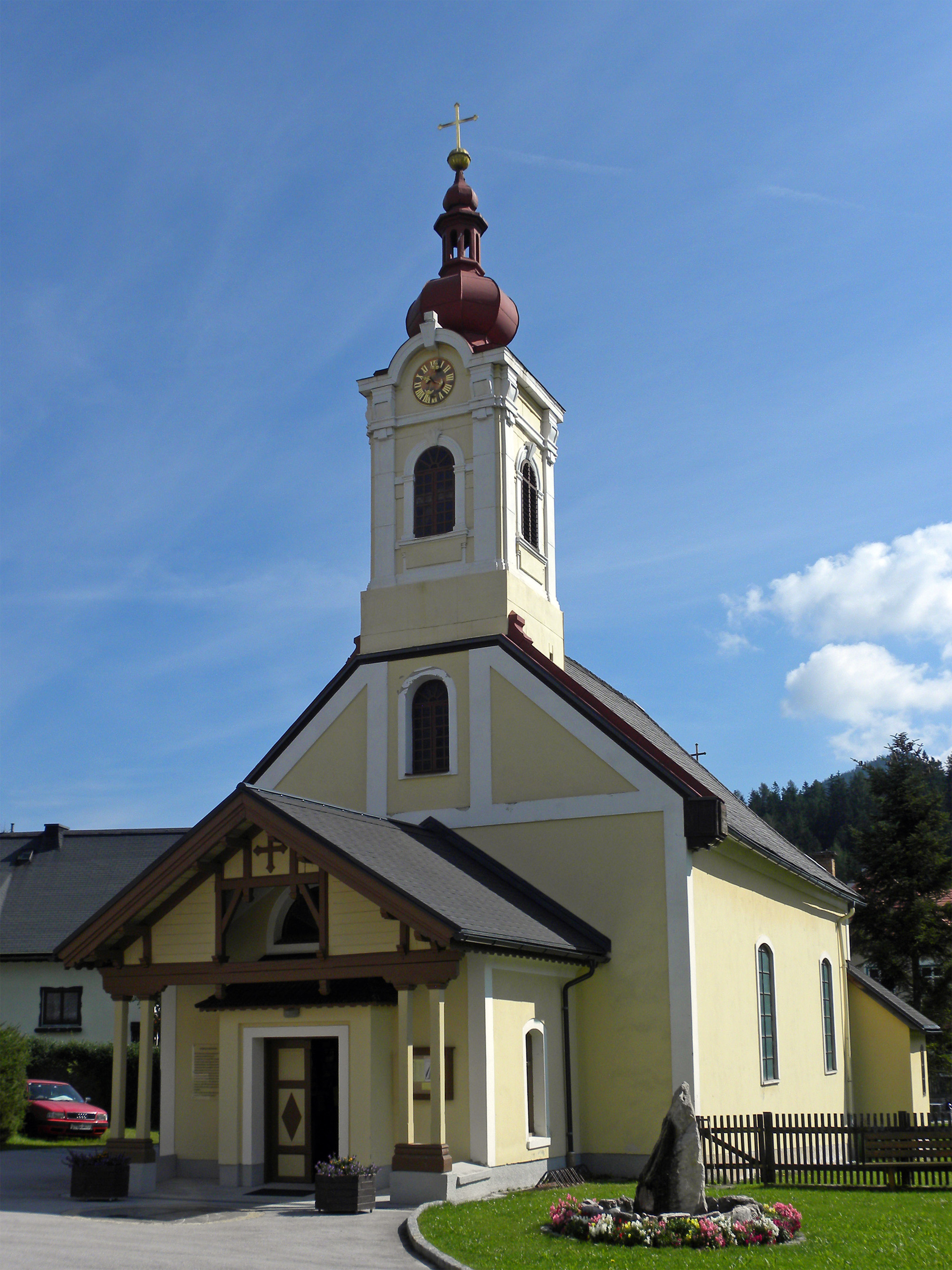
Evangelische Pfarrkirche Mitterbach am Erlaufsee

- Katholische Pfarrkirche Josefsberg hl. Josef
- Evangelische Pfarrkirche Mitterbach am Erlaufsee
- Katholische Pfarrkirche Mitterbach am Erlaufsee hl. Klemens Maria Hofbauer

## Wirtschaft und Infrastruktur
Nichtlandwirtschaftliche Arbeitsstätten gab es im Jahr 2001 47, land- und forstwirtschaftliche Betriebe nach der Erhebung 1999 27. Die Zahl der Erwerbstätigen am Wohnort betrug nach der Volkszählung 2001 245. Die Erwerbsquote lag 2001 bei 42,92 %.

### Verkehr
- Bahn: Der Bahnhof Mitterbach der Mariazellerbahn gehört zur benachbarten steirischen Rotte Mitterbach, die Teil der Gemeinde Mariazell ist. Die Mariazellerbahn verkehrt ab Sankt Pölten bis Mariazell täglich tagsüber bis etwa 19 Uhr alle zwei Stunden, Fahrzeit zwei Stunden und 20 Minuten.

- Postbuslinie 169 verbindet Mitterbach täglich mit Lilienfeld, Türnitz, Mariazell und Wien.

### Öffentliche Einrichtungen
In Mitterbach befindet sich ein Kindergarten und eine Volksschule.

### Schigebiet Gemeindealpe
Das Schigebiet Gemeindealpe und das Terzerhaus gehören zum Gemeindegebiet von Mitterbach.

## Politik

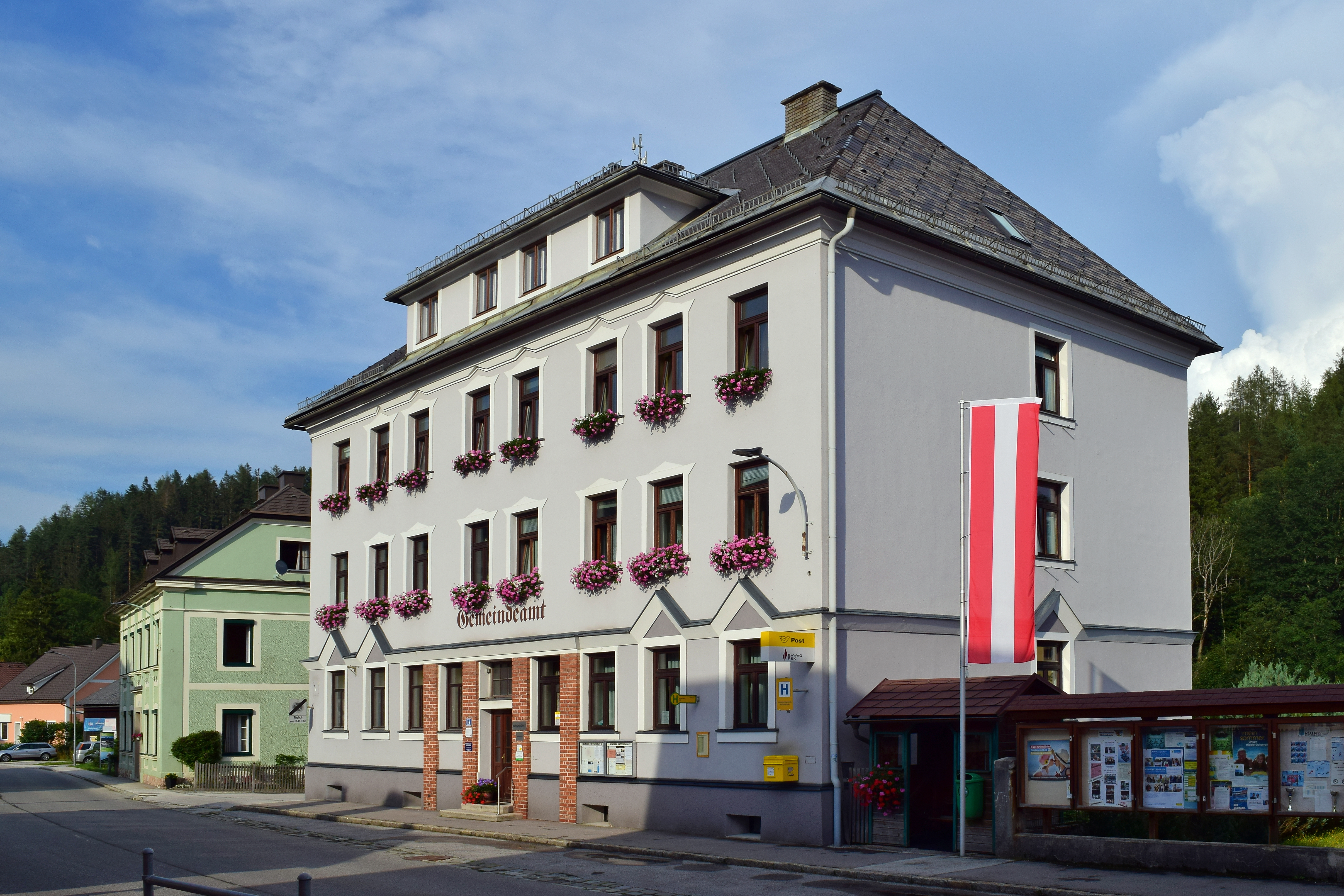
Gemeindeamt

### Gemeinderat
| Der Gemeinderat hat seit den Gemeinderatswahlen 2025 13 Mitglieder, davor waren es 15 Mitglieder. - Mit den Gemeinderatswahlen in Niederösterreich 1990 hatte der Gemeinderat folgende Verteilung: 11 ÖVP, und 4 SPÖ. - Mit den Gemeinderatswahlen in Niederösterreich 1995 hatte der Gemeinderat folgende Verteilung: 7 Mitterbacher Heimatliste, 5 ÖVP, 2 SPÖ und 1 Für Mitterbach. - Mit den Gemeinderatswahlen in Niederösterreich 2000 hatte der Gemeinderat folgende Verteilung: 9 ÖVP, 4 Mitterbacher Heimatliste und 2 SPÖ. - Mit den Gemeinderatswahlen in Niederösterreich 2005 hatte der Gemeinderat folgende Verteilung: 10 ÖVP und 5 SPÖ. - Mit den Gemeinderatswahlen in Niederösterreich 2010 hatte der Gemeinderat folgende Verteilung: 11 ÖVP und 4 SPÖ. - Mit den Gemeinderatswahlen in Niederösterreich 2015 hatte der Gemeinderat folgende Verteilung: 11 ÖVP, 3 SPÖ und 1 FPÖ. - Mit den Gemeinderatswahlen in Niederösterreich 2020 hat der Gemeinderat folgende Verteilung: 13 ÖVP und 2 SPÖ. - Mit den Gemeinderatswahlen in Niederösterreich 2025 hat der Gemeinderat folgende Verteilung: 12 ÖVP und 1 SPÖ. | Die zur Anzeige dieser Grafik verwendete Erweiterung wurde dauerhaft deaktiviert. Wir arbeiten aktuell daran, diese und weitere betroffene Grafiken auf ein neues Format umzustellen. (Mehr dazu) |

### Bürgermeister
- 2000–2001 Martha Hulatsch (ÖVP)
- 2001–2020 Alfred Hinterecker (ÖVP)
- seit 2020 Thomas Teubenbacher (ÖVP)

## Persönlichkeiten
Söhne und Töchter der Gemeinde
- Hedwig Pistorius (1906–2004), Schauspielerin und Regisseurin
- Wilhelm Friedrich Krückeberg (1914–1990), deutscher Theologe

Personen mit Bezug zur Gemeinde
- Marc Digruber (* 1988), Skirennläufer
- Karl Weber (* 1972), Politiker und Betriebswirt

Ehrenringträger
- Gerhard Stindl, Geschäftsführer der NÖVOG